# Škofovska čepica
Škofovska čepica, tudi pileol ali pileolus (gr. , lat. pileus = čepica iz klobučevine). Prvotno kapa, ki so jo nosili Grki, Etruščani in Rimljani. Iz tega pokrivala je nastala okrogla čepica, ki pokriva samo teme: nosijo jo opati (v barvi reda, ki mu opat pripada), škofje (magenta violična), kardinali (kardinalsko rdeča) in papež (bela).
Med evharistično molitvijo škofovsko čepico snamejo z glave.

## Sinonimi:
- Solideo
- Kalota